# 莫內亞薩鄉

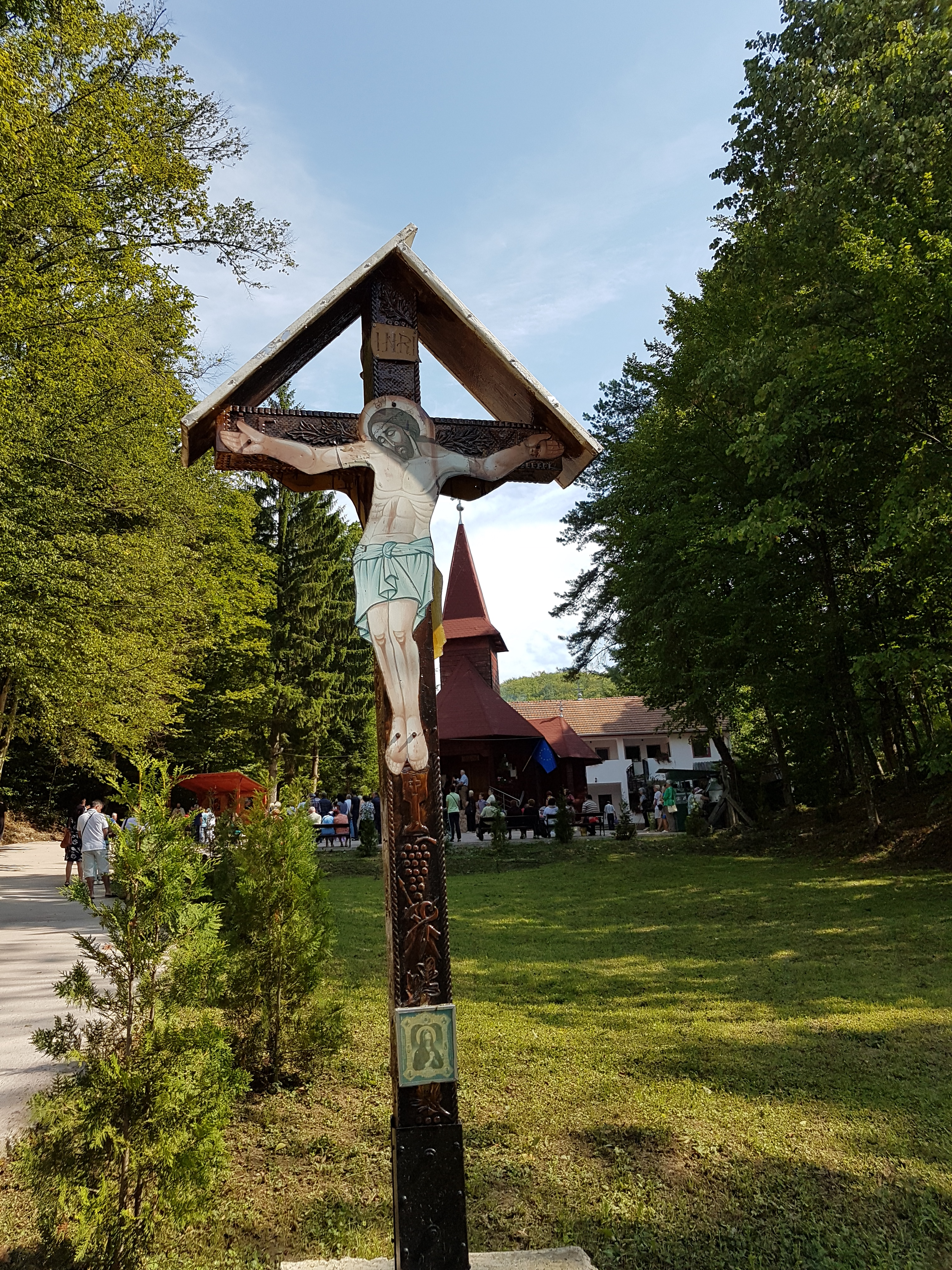
莫內亞薩鄉的教堂

46°27′00″N 22°15′00″E / 46.450°N 22.250°E
莫內亞薩鄉（羅馬尼亞語：Comuna Moneasa, Arad），是羅馬尼亞的鄉份，位於該國西部，由阿拉德縣負責管轄，面積68平方公里，海拔高度425米，2011年人口864，人口密度每平方公里15人。